# Geophaps
Geophaps ist eine Gattung der Taubenvögel. Die drei zu der Gattung gehörenden Arten kommen ausschließlich in Australien vor. Zu den bekanntesten Vertretern der Gattung zählt die Spinifextaube, die durch ihren langen, aufrecht stehenden Federschopf auffällt. Wie die Schopftaube und die Australischen Bodentauben sind auch die Arten dieser Gattung sehr stark an ein Bodenleben angepasst.

## Erscheinungsbild
Die Arten der Gattung Geophaps erreichen eine Körperlänge zwischen 20 und 28 Zentimetern. Die kleinste Art ist die Spinifextaube, die mit einer Körperlänge von 20 Zentimetern kleiner als eine Lachtaube ist. Die Buchstabentaube und die Rotbrillentaube werden dagegen 28 Zentimeter lang. 
Rotbrillen- und Buchstabentaube haben eine fast rebhuhnähnliche Gestalt. Die Spinifextaube dagegen erinnert an eine Wachtel. Das Gefieder ist gelblich-braun bis braun. Der Flug der Geophaps-Arten erinnert an den der Fasane. Charakteristisch ist das schwirrende Fluggeräusch.

## Verbreitung und Lebensraum
Die Arten der Gattung Geophaps sind in ihrem Verbreitungsgebiet auf den Nordwesten, Norden und Nordosten Australiens begrenzt. Ihr Lebensraum ist nicht so arid, wie dies für die Australischen Bodentauben charakteristisch ist. Die Buchstabentaube ist ein Bewohner offener Gebiete, hält sich jedoch meist in Wassernähe auf. Die Rotbrillentaube bewohnt mit Bäumen durchsetztes Grasland. Die Spinifextaube nutzt von den drei Arten den trockensten Lebensraum und bewohnt felsige und steinige Gebiete, das mit niedrigem Gebüsch und Spinifex-Gras bestanden ist. Sie hält sich meist nur in der Nähe kleinerer Wasserstellen auf.

## Verhalten
Alle drei Arten sind sehr stark an das Leben auf dem Boden angepasst. Die Spinifextaube fliegt nahezu nie auf Bäume, legt jedoch durchaus größere Strecken fliegend zurück. Die Buchstabentaube flieht bei Bedrohung zunächst laufend und fliegt erst verhältnismäßig spät auf. Alle drei Arten errichten ihr Nest am Boden. Das Gelege besteht aus zwei Eiern.

## Arten
Die folgenden drei Arten werden zur Gattung Geophaps gerechnet:
- Spinifextaube (Geophaps plumifera)
- Rotbrillentaube (Geophaps smithii)
- Buchstabentaube (Geophaps scripta)

## Belege